# Киллербот
«Киллербот» (англ. Murderbot) — американский телесериал в жанре научной фантастики и комедийного боевика, основанный на серии книг «Дневники Киллербота» Марты Уэллс. Главную роль исполнил Александр Скарсгард. Премьера состоялась на стриминговой платформе Apple TV+ 16 мая 2025 года. В июле 2025 года сериал был продлён на второй сезон.

## Сюжет
Андроид-охранник, взломавший свой модуль управления, скрывает свою способность к свободному мышлению при выполнении опасных заданий. Он интроверт и любит смотреть сериалы. Со временем он становится более похожим на людей.

## В ролях
- Александр Скарсгард
- Давид Дастмалчян
- Нома Думезвени
- Сабрина Ву[англ.]
- Таттиона Джонс[англ.]
- Акшай Кханна
- Тамара Подемски

## Эпизоды
| № общий | № в сезоне | Название                                                    | Режиссёр       | Автор сценария      | Дата премьеры |
| ------- | ---------- | ----------------------------------------------------------- | -------------- | ------------------- | ------------- |
| 1       | 1          | «Свободная торговля» «FreeCommerce»                         | Пол Вайц       | Крис Вайц, Пол Вайц | 16 мая 2025   |
| 2       | 2          | «Зрительный контакт» «Eye Contact»                          | Крис Вайц      | Крис Вайц, Пол Вайц | 16 мая 2025   |
| 3       | 3          | «Оценка риска» «Rick Assesement»                            | Тоа Фрейзер    | Пол Вайц, Крис Вайц | 23 мая 2025   |
| 4       | 4          | «Протокол скорости убегания» «Escape Velocity Protocol»     | Тоа Фрейзер    | Крис Вайц, Пол Вайц | 30 мая 2025   |
| 5       | 5          | «Война изгоев. Вечный охотник» «Rogue War Tracker Infinite» | Пол Вайц       | Пол Вайц, Крис Вайц | 6 июня 2025   |
| 6       | 6          | «Подача команд» «Command Feed»                              | Аврора Герреро | Крис Вайц, Пол Вайц | 13 июня 2025  |
| 7       | 7          | «Взаимосвязанные виды» «Complementary Species»              | Розанна Лян    | Пол Вайц, Крис Вайц | 20 июня 2025  |
| 8       | 8          | «Посторонний объект» «Foreign Object»                       | Аврора Герреро | Крис Вайц, Пол Вайц | 27 июня 2025  |
| 9       | 9          | «Отказ всех систем» «All Systems Red»                       | Розанна Лян    | Пол Вайц, Крис Вайц | 4 июля 2025   |
| 10      | 10         | «Периметр» «The Perimeter»                                  | Пол Вайц       | Крис Вайц, Пол Вайц | 11 июля 2025  |

## Производство
В 2021 году Марта Уэллс заявила, что телевизионная адаптация её серии «Дневники киллербота» находится в разработке. Она ознакомилась с телевизионным сценарием и он ей очень понравился. В 2022 году стало известно, что сериал выйдет на платформе Apple TV+, в 2023 году должен был пройти кастинг, но он был отложен из-за забастовки актёров.
В декабре 2023 года на главную роль был утверждён Александр Скарсгард, который также стал исполнительным продюсером. В феврале 2024 года к актёрскому составу сериала присоединились Давид Дастмалчян и Нома Думезвени. В марте стало известно, что в сериале также снимутся Сабрина Ву, Таттиона Джонс, Акшай Кханна и Тамара Подемски.
Съёмки начались в Торонто 24 марта 2024 года.
Премьера первых двух эпизодов состоялась на стриминговой платформе Apple TV+ 16 мая 2025 года, финальный эпизод первого сезона вышел 11 июля.